# イグリング
イグリング (ドイツ語: Igling) はドイツ連邦共和国バイエルン州オーバーバイエルン行政管区のランツベルク・アム・レヒ郡に属す町村（以下、本項では便宜上「町」と記述する）で、イグリング行政共同体を構成する自治体の一つである。

## 地理

### 自治体の構成
この町は、公式には8つの地区 (Ort) からなる。このうち小集落や孤立農場などを除く集落を以下に列記する。
- ホルツハウゼン・バウ・ブーフローエ
- マリエンホーフ
- オーバーイグリング
- ウンターイグリング

## 歴史
イグリングはドンナースベルク男爵領に属した。この村はバイエルン選帝侯領の一部であり、オーバーイグリングを首邑とするホーフマルク（農場共同体としての村）を形成していた。バイエルンの行政改革に伴う1818年の市町村令により現在の自治体が成立した。
第二次世界大戦中、城館は親衛隊により接収され、戦後はランツベルク刑務所の分所として利用された。1945年まではここにはダッハウ強制収容所の分施設であるランツベルク/カウフェリング外部収容所第2収容所があり、その後は難民が収容された。
この町には以前、鉄道 ミュンヘン - メミンゲン線の駅があったが、現在は廃止されている。

### 人口推移
- 1970年 1,656人
- 1987年 1,767人
- 2000年 2,125人

## 行政
町長はギュンター・フェルスト (Freie Wähler Igling-Holzhausen) である。町議会は14人の議員で構成される。

### 紋章
図柄: 基部に金の三峰の山。その上は黒地で、頂部は銀の雲状図形で、そこから金の炎が噴き出している。

## 文化と見所

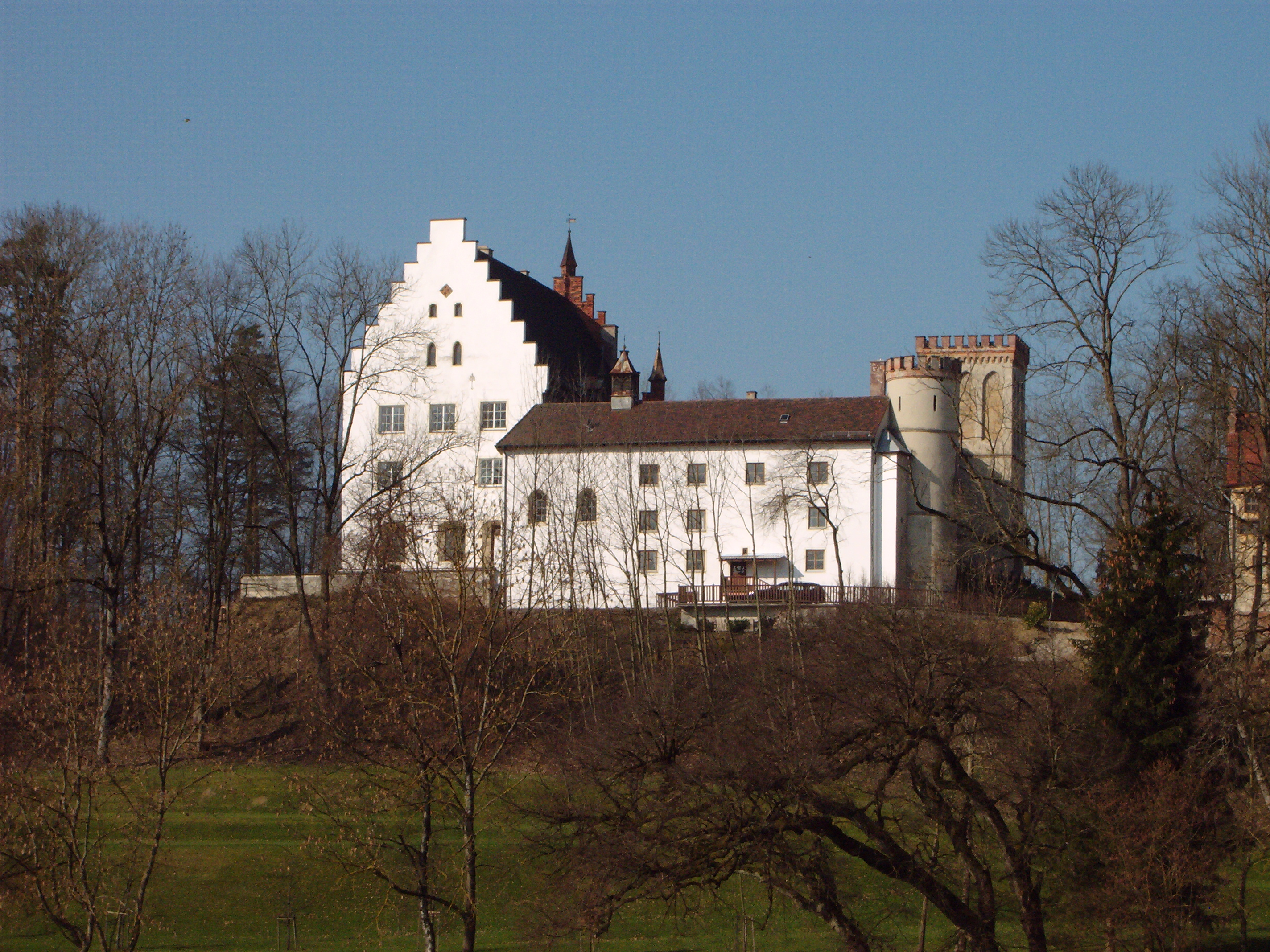
イグリング城

- イグリング城 — 私邸。城館庭園と、プロショップがある9ホールのゴルフ場が併設されている。
- 洗礼者聖ヨハネ教区教会 — ヨハン・ゲオルク・レーデラーによるフレスコを持つバロック教会。
- ホルツハウザー地ビール醸造所 — ビアガーデンを併設している。
- イクリンガー・ゾンマーケラー — ディスコ、ナイトバー。
- 2つの収容所墓地 — 砂利採取場横に2,000人、シュトッファースベルクの森に490人の収容所犠牲者の墓地があり、カウフェリング外部収容所の強制労働の犠牲者のための記念碑となっている。ホルツハウゼン地区の墓地にも94人の収容者が葬られている。[3]

- イグリング城ゴルフクラブ
- 洗礼者聖ヨハネ教会の祭壇室
- 強制収容所犠牲者の慰霊碑

## 経済と社会資本

### 教育
- 国民学校 1校

## 引用
1. ↑  https://www.statistikdaten.bayern.de/genesis/online?operation=result&code=12411-003r&leerzeilen=false&language=de Genesis-Online-Datenbank des Bayerischen Landesamtes für Statistik Tabelle 12411-003r Fortschreibung des Bevölkerungsstandes: Gemeinden, Stichtag (Einwohnerzahlen auf Grundlage des Zensus 2011)
2. ↑  Bayerische Landesbibliothek Online
3. ↑  Gedenkstätten für die Opfer des Nationalsozialismus. Eine Dokumentation, Band 1. Bundeszentrale für politische Bildung, Bonn 1995, ISBN 3-89331-208-0, S. 149f.